# Nedzingio ežeras
Nedzingio ežeras este o arie protejată (sit de importanță comunitară — SCI) din Lituania întinsă pe o suprafață de 278,7 ha, integral pe uscat.

## Localizare
Centrul sitului Nedzingio ežeras este situat la coordonatele 54°16′51″N 24°19′44″E / 54.280892°N 24.328777°E.

## Înființare
Situl Nedzingio ežeras a fost declarat sit de importanță comunitară în august 2016 pentru a proteja un număr necunoscut de specii din flora spontană și fauna sălbatică aflate în arealul zonei.

## Biodiversitate
Situată în ecoregiunea boreală, aria protejată conține 2 habitate naturale: Lacuri eutrofice naturale cu vegetație de tip Magnopotamion sau Hydrocharition, Păduri aluvionare cu Alnus glutinosa și Fraxinus excelsior (Alno-Padion, Alnion incanae, Salicion albae).
La baza desemnării sitului se află un număr nedeclarat de specii protejate.